# Frazer Nash FN48
La Frazer Nash FN48 è una monoposto di Formula 2 realizzata dalla scuderia britannica Frazer Nash per partecipare al campionato mondiale di Formula 1 1952. Ha preso parte a due Gran Premi, a quello di Svizzera e a quello del Belgio col britannico Ken Wharton al volante. Venne impiegata anche nel campionato di Formula 2.

## Risultati in Formula 1
| Anno | Team             | Motore                  | Gomme | Piloti  |   |  |     |  |  |  |  |  | Punti | Pos. |
| ---- | ---------------- | ----------------------- | ----- | ------- | - |  | --- |  |  |  |  |  | ----- | ---- |
| 1952 | Scuderia Franera | Bristol BS1 I6 1971 cm³ | D     | Wharton | 4 |  | Rit |  |  |  |  |  | -     | -    |